# Диас, Энцо Эрнан
Э́нцо Эрна́н Ди́ас (исп. Enzo Hernán Díaz; родился 7 декабря 1995 года, Кордова, Аргентина) — аргентинский футболист, полузащитник клуба «Ривер Плейт», выступающий на правах аренды за клуб «Сан-Паулу».

## Клубная карьера
Диас начал профессиональную карьеру в клубе «Агропекуарио». 25 сентября 2016 года в матче против «Хенераль Бельграно» он дебютировал в Торнеа Федераль A. По итогам сезона Энцо помог клубу подняться в более высокий дивизион. 24 сентября 2017 года в матче против «Фландрии» он дебютировал в Примере B Насьональ. В начале 2019 года Диас на правах аренды перешёл в «Тальерес». 9 февраля в матче против «Атлетико Тукуман» он дебютировал в аргентинской Примере. По окончании аренды клуб выкупил его трансфер. 26 мая 2021 года в поединке Южноамериканского кубка против эквадорского «Эмелека» Энцо забил свой первый гол за «Тальерес».